# A.C. Milan w roku 1904
Osiągnięcia piłkarskiego zespołu A.C. Milan w roku 1904.

## Osiągnięcia
- Mistrzostwa Włoch: 3. miejsce

## Podstawowe dane
- Oficjalna nazwa klubu: Milan Cricket and Foot-Ball Club
- Siedziba klubu: Fiaschetteria Toscana, Via Berchet 1
- Boisko: Acquabella
- Prezes klubu:  Alfred Edwards
- Trener zespołu:  Herbert Kilpin
- Kapitan drużyny:  David Allison (sekcja piłkarska),  Edward Nathan Berra (sekcja krykieta)